# IndyCar Series
Запрос IndyCar перенаправляется сюда, о серии Indy Car под эгидой CART см. статью Champ Car
Серия Индикар (англ. IndyCar Series) (текущее наименование по титульному спонсору — NTT IndyCar Series) — главная серия гонок на машинах с открытыми колёсами в Северной Америке. Чемпионат был создан под именем Indy Racing League (IRL) владельцем Индианаполис Мотор Спидвей Тони Джорджем, как более дешёвая и полностью американская альтернатива серии CART. Чемпионат проводится с 1996 года. Перед началом сезона 2008 года, после банкротства Champ Car и последующего перехода большинства команд оттуда, стала единственной топовой гоночной серией для одноместных автомобилей с открытыми колесами в Северной Америке.
Санкционирующим органом является INDYCAR LLC, главным событием сезона — 500 миль Индианаполиса.

## Общая информация

### Наименование серии
С момента создания и до 1997 года новообразованная серия носила название Indy Racing League. В 1998 году IRL удалось заключить спонсорский контракт с компанией Pep Boys, которая стала первым титульным спонсором в истории серии. В дальнейшем, при смене титульного спонсора соответственно менялось и название:
| Годы      | Название                          | Примечание |
| --------- | --------------------------------- | --- |
| 1996—1997 | USAC Indy Racing League           | |
| 1998—1999 | Pep Boys Indy Racing League       | Привлечение первого титульного спонсора.                                                                                          |
| 2000—2001 | Indy Racing Northern Light Series | Интернет-поисковик подписал первоначально пятилетний контракт, но, в итоге, прервал выполнение своих обязательств после двух лет. |
| 2002      | Indy Racing League                | |

Лишь к сезону-2003 были урегулированы все правовые формальности с CART и IRL получила легальное право использовать в своем названии слово IndyCar, став именоваться как IRL IndyCar Series.
В 2006 году Индикар заключил партнёрское соглашение с Simmons-Abramson Marketing (во главе с Джином Симмонсом из группы Kiss), обещая «активно заниматься маркетингом лиги, её соревнований, связями с общественностью, работой со спонсорами, мерчендайзингом и усилением брендов проекта — от самой серии Индикар до легендарных Инди 500». Симмонс также поучаствовал в создание нового гимна серии — песни «I Am Indy». Перед сезоном-2008 был подписан спонсорский контракт с теле-/радиовещательной компанией DirecTV, и серия официально стала именоваться IndyCar Series in DIRECTV HD. Сотрудничество продлилось год.
5 ноября 2009 года был анонсирован спонсорский контракт с новым титульным спонсором — компанией Izod. По неофициальным данным, сделка была заключена минимум на 5 лет, за каждый из которых серия получит не менее 10 млн долларов.
После окончания спонсорского контракта с Izod, титульным спонсором серии в 2014 году становится американская телекоммуникационная компания Verizon Communications. Контракт был заключен по 2018 год включительно. В октябре 2017 года стало известно, что Verizon не будет продлевать контракт, поэтому в течение 2018 года серии пришлось искать нового спонсора, которым в итоге стала крупнейшая японская телекоммуникационная компания Nippon Telegraph and Telephone (NTT). Помимо заключения спонсорского контракта, NTT стали официальным технологическим партнером серии Индикар.

## Показ на ТВ
За время своего существования этапы серии показывались на таких каналах, как ABC, CBS, ESPN, Fox, FSN, ESPN2, ESPN Classic и TNN. В данный момент этапы IndyCar транслирует телеканал NBCSN.
С 2009 года серия подписала 10-летний контракт на показ большей части своих этапов с каналом Versus. ABC продолжит показ Indy 500 до 2012 года, а также ещё четырёх гонок в каждом сезоне на свой выбор. Versus дополнительно покажет предгоночное часовое шоу, обычно совмещаемое с финальными минутами квалификации.
В России гонки серии первоначально показывались по каналам семейства Евроспорта. В 2006 году права на показ серии купил канал 7ТВ. Ежегодно, вплоть до закрытия спортивного вещания в сентябре 2009 года, канал показывал 500 миль Индианаполиса, несколько гонок в прямом эфире, а также, до 2009 года, показывались обзоры всех этапов.
В 2010 году права на показ серии купил канал Авто Плюс. Телеканал показывал обзоры всех этапов, а также полную версию Indy 500 (в режиме отложенного показа в 2010 году, и в прямом эфире с 2011 года). Обзоры комментировал Владимир Башмаков, а прямые эфиры Indy 500 вместе с ним вёл Сергей Беднарук.
К 2013 году канал отказался от обзоров этапов; вакантные права выкупил холдинг Modern Times Group, показывая их на своём русскоязычном спортивном канале. Комментатором выступил Беднарук. В 2014 году, начиная с гонки 500 миль Индианаполиса, параллельное вещание серии на Россию также вёл один из спортивных каналов холдинга ВГТРК, комментировали гонки Владимир Башмаков и Алексей Попов. В 2016 году этапы серии, транслировались каналом «Матч! Арена», комментировал гонки Владимир Башмаков.
C 2017 года гонки транслируются каналом Viasat Sport, где комментатором выступает Сергей Беднарук. Также гонки сезона 2017 транслировались каналом Авто 24, на котором их комментирует Владимир Башмаков.

## Используемая техника: былое и нынешнее
Индикар не является полноценным открытым гоночным чемпионатом. Любой производитель может подать заявку и заключить контракт на поставку шасси или двигателя для болидов, но окончательный список утверждается самой серией. В настоящее время все команды используют единый аэродинамический обвес от Dallara в двух спецификациях — для дорожных/уличных трасс и коротких овалов, а также отдельный аэропакет для спидвеев.
Поставщиками моторов являются Honda и Chevrolet.

### Шасси
В первом сезоне серии (1996 год) использовалась техника серии CART (в спецификации 1992—1995 годов), поставляемая компаниями Lola и Reynard. В сезоне 1997 года дебютировало новое шасси, сконструированное специально для серии Индикар. Тони Джордж утвердил новый технический регламент, основной целью которого стало удешевление стоимости болидов и использование двигателей, находящихся в серийном производстве. Новый регламент запрещал использование шасси из серии CART и двигатели с турбонаддувом, использовавшиеся в Indy 500 с конца 1960-х).
Перед 2003 годом, под давлением переходящих в серию команд серии CART, регламент относительно шасси был пересмотрен — для начала Лига ввела ограничение для компаний производителей техники — теперь они должны были быть сначала утверждены руководством серии и лишь потом получали право строить шасси и предлагать его командам. Ранее любая компания могла построить шасси и если оно удовлетворяло регламенту серии и находились желающие его использовать, то оно допускалось на старт.
За историю серии IndyCar использовались шасси четырёх компаний:
| Производитель | История |
| ------------- | --- |
| Dallara       | Компания пришла в серию со своим шасси в 1997 году. Первоначально Dallara проигрывала конкурентам, но позже смогла догнать и перегнать их. В связи с этим росло число команд, выбиравших технику итальянского производителя и, в итоге, после ухода из серии главного конкурента — компании Panoz Auto Development — Dallara стала монополистом в поставке шасси для серии. Со временем Dallara также стала поставщиком шасси для главной серии поддержки — чемпионата Firestone Indy Lights. Dallara выиграла 8 из 12 Indy 500, в которых принимали участие пилоты на её шасси. |
| G Force       | Шасси G Force также впервые дебютируют в серии в 1997 году. В первый же год Ари Лёйендейк приносит производителю победу на Indy 500 (в 2000-м году Хуан Пабло Монтойя повторяет этот результат). В 2002 году компания Élan Motorsport Technologies покупает производителя. Шасси переименовывается в «Panoz G Force» (позже сокращаясь до «Panoz»). В 2003 году компания выпустила модифицированное шасси. Оно выиграло два своих первых Indy 500 и финишировало вторым в третьем соревновании. Вскоре после этого шасси начинает активно терять популярность (так в 2006-м году и без того резко сократившийся пелотон участников на G Force приводит лишь одну машину в Top10 на Indy 500. Вскоре маленькая компания полностью переключилась на производство шасси DP01 для серии Champ Car. Последний визит шасси в Индианаполис состоялся в 2008 году — Фил Гиблер попал в аварию на тренировке. В настоящее время, учитывая возраст техники и небольшие возможности компании, принятие шасси Panoz в качестве одного из официальных шасси серии практически исключено. |
| Riley & Scott | Riley & Scott использовалось командами серии в 1997—2000. Первое их шасси (Mark V) впервые вышло на трассу в конце 1997 года, тем самым серьёзно ограничив список покупателей. Шасси оказалось довольно медленным. Вскоре Riley & Scott была куплена компанией Reynard. В 2000 году проект попытался вернуться в серию с новым шасси Mark VII. Бадди Лазье удалось выиграть на нём уже во второй гонке сезона — в Финиксе. В дальнейшем шасси не вышло на старт в Индианаполисе и вскоре команды отказались от его использования. |
| Falcon Cars   | Накануне сезона 2003 года Майкл Крейнфусс и Кен Андерсон организовали компанию для производства шасси для серии IndyCar. Проект оказался мертворождённым — на шасси никогда не устанавливался двигатель и его никто так и не купил для участия в гонках. |
| Прочее        | Упоминавшееся выше шасси Panoz DP01 серии Champ Car участвовало и в гонках серии IndyCar — оснащённое двигателем Cosworth оно боролось на безальтернативной основе за очки на Toyota Grand Prix of Long Beach 2008. Та гонка в таком виде стала возможна из-за процесса объединения IndyCar и Champ Car и неучастия в этапе команд IRL. |

Техника первоначально была уникальной с той точки зрения, что строилась исключительно под особенности овальных гонок — автомобили были асимметричны, топливные и охлаждающие системы располагались преимущественно на правой стороне шасси и т. д. С введением в календарь дорожных гонок от этого в какой-то момент отказались, и шасси серии во многом напоминают своих собратьев из других чемпионатов на машинах с открытыми колёсами.

### Топливо

#### Метанол
С момента своего основания IRL использовала в качестве топлива для заправки автомобилей метаноловое топливо (продолжив традиции «чампкаровских» гонок, использовавших метанол со времён гибели Эдди Сакса и Дэйва МакДональда в Indy 500 1964 года). Метанол давно стал более безопасной альтернативой бензину. Это топливо легче гасится водой и невидимо при горении.
С введением в 1997-м году в IRL ночных гонок горение метанола впервые удалось увидеть невооружённым взглядом. После этого, в целях безопасности, руководство серии и поставщики изменили состав топлива, договорившись о добавлении в него таких примесей, что горение теперь можно видеть и днём.

#### Этанол
В 2005 году компания Ethanol Promotion and Information Council (EPIC) стала спонсором команды IndyCar, за которую выступал Пол Дана. EPIC являлся консорциумом производителей этанола и при помощи своего участия в разработке топлива для серии хотел поднять популярность этанолового топлива в обычной жизни, уничтожив расхожее мнение о том, что использование данного топлива приводит к повреждению двигателя и уменьшению его производительности.
Дана погиб в 2006 году, но это уже не повлияло на переход IRL на этаноловое топливо. В 2006 году доля этанола в топливе составляла 90 %, а в 2007 выросла до 98 % (оставшиеся 2 % составляет бензин). Спирт соответствует требованиям правительства США о непригодности к употреблению человеком и наличию видимого огня при сжигании.
Чтобы компенсировать понятную в таком случае потерю в мощности, руководству серии пришлось увеличить рабочий объём двигателей до 3,5 литра. Переход на этанол помог снизить расход топлива, появилась возможность уменьшить объём баков. Среди прочих положительных моментов этанола можно назвать отсутствие химических ожогов при соприкосновении с кожей человека, а также меньшее загрязнение для окружающей среды. Запах паров этанола часто сравнивают с запахом паров сладкого яблочного сидра.
В мае 2010 года новым официальным топливным спонсором серии стала компания Sunoco (на период с 2011 по 2014 год). Sunoco вместе с APEX-Brasil и UNICA обеспечит этаноловые потребности серии.

### Двигатель
По понятным причинам в первых гонках серии использовалось не только бывшее шасси серии CART, но и бывшие двигатели той серии. Окончательно от них отказались с третьей гонки сезона 1996/97. Восьмицилиндровым V-образным наддувным агрегатам было разрешено типичное давление в 45 дюймов ртутного столба. Двигатель Menard-Buick V6, использовавшийся в 1996 году, был чуть обновлённой версией силового агрегата 1995 года. Для подобных двигателей было разрешено давление в 55 дюймов (в CART для него было ограничение в 45 дюймов для гонки в Индианаполисе).
Ford-Cosworth неохотно оказывал поддержку командам IRL, использовавшим старые спецификации его двигателя, сделав основную ставку на работу с командами CART, где Ford-Cosworth числился официальным поставщиком серии. Двигатель Ilmor Mercedes V8 также был заимствован из серии CART, однако использовался лишь единожды — в 1996 году на Indy 500 командой Galles Racing.
Начиная с 1997 года к двигателям IRL изменились требования — стали использоваться 4-литровые V-образные 8-цилиндровые атмосферные двигатели на метаноловом топливе. Поставщиками выступили: Oldsmobile (под маркой Aurora) и Nissan (под маркой Infiniti). Правила тех лет ограничивали стоимость двигателей суммой в $80 000. Прочие технические характеристики силовых агрегатов тех лет: ограничение по оборотам — 10 500 об/м; мощность — 700 л. с. / 520 кВт.
Следующее изменение в регламенте двигателей вступило в силу в 2000 году. Рабочий объём упал с 4 до 3,5 литров, также было снято требование о том, чтобы поставляемый двигатель базировался на обычном дорожном агрегате. В 2004 году после нескольких аварий (в том числе тех, где погиб Тони Ренна и серьёзно травмировался Кенни Брак), дабы снизить максимальные скорости, рабочий объём был снижен до 3 литров.
В качестве поставщиков двигателей работали две компании — Infiniti и Aurora. Первые были надёжнее, но со временем стали заметно уступать конкуренту по мощности. Это, вполне объяснимо, вызвало отток команд к Aurora. Были попытки исправить ситуацию — в начале 1999 года команда Cheever Racing приложила немалые усилия для улучшения характеристик силового агрегата Infiniti. Вскоре стали приходить некоторые успехи — Эдди Чивер выиграл гонку в Пайкс-Пик в 2000 году. Впрочем особого продолжения успехов не последовало, и после 2002 года марка сосредоточилась на поставке двигателей для младшей серии IRL — Infiniti Pro Series (ныне Firestone Indy Lights).
В 2002 году General Motors решила сменить бренд, рекламируемый в серии. Поставляемые командам двигатели отныне носили имя Chevrolet. Однако приход в серию в эти же сроки Honda и Toyota создал компании серьёзные проблемы. Японская техника оказалась лучше, и на неё относительно быстро перешли многие сильные команды. Chevrolet сделала несколько неудачных попыток догнать конкурентов, после чего в конце 2004 года объявила о закрытии своей программы в серии после сезона-2005, посчитав нецелесообразным поставлять слабоконкурентоспособную технику.
В 2003 году в серию перешла Toyota, покинув конкурентов из CART. Японский автогигант выиграл свою первую же гонку серии, первый же Indy 500 и первый же чемпионат. В дальнейшем успехи пошли на убыль, и в ноябре 2005 года Toyota закрыла свою программу поставки двигателей для серии.
Honda также пришла в IRL из CART в 2003 году. Техника компании со временем была всё более конкурентоспособна, и с 2004 года пилот за рулём машины с её двигателем неизменно становится чемпионом. К 2006 году конкуренты марки, отчаявшись обыграть её, объявили один за другим о закрытии своих программ. Honda стала единственным поставщиком для серии. Разработчиком и производителем двигателей является компания Ilmor, часть которой принадлежит Роджеру Пенске.
Одним из плюсов нынешней ситуации с двигателями является то, что моторостроитель может сконцентрироваться не на том, чтобы заставить ехать автомобиль быстрее, а на том, чтобы сделать силовой агрегат более отказоустойчивым и более дешёвым. Нынешние двигатели могут выдерживать без поломок до 1931 км дистанции. Двигатели берутся командами в аренду на весь сезон. Стоимость годичного контракта на одну машину составляет $935 000. Honda предоставляет специальную техническую группу для обслуживания моторов на всех этапах и тестовых сессиях IndyCar.
Нынешние двигатели имеют ограничения по оборотам в 10 300 об/мин и имеют мощность порядка 650 л. с. Существующая версия мотора содержит два распределительных вала и по четыре клапана на каждый из цилиндров. Коленчатый вал изготовлен из сплава стали; поршни выкованы из алюминиевого сплава; шатуны сделаны из легированной стали. Электронная система управления двигателя поставляется компанией Motorola. Система смазки двигателя обеспечивается маслосборником сухого типа, охлаждаемой одним водяным насосом.

### Техника

#### Шасси
- Тип: Одноместная машина с открытыми колёсами, с открытым кокпитом и граунд-эффектом днища; имеются навесные заднее и переднее антикрыло.
- Конструкция: Монокок содержит кокпит, топливные элементы и переднюю подвеску; двигатель является интегральной частью шасси; задняя часть содержит кожух двигателя, коробку передач и части задней подвески.
- Материал: Углеродное волокно, кевлар и другие композитные материалы.
- Вес: Минимум 697,1 кг (для овалов) и минимум 725,7 кг для дорожных этапов. Взвешиваемая машина не заправлена, не содержит пилота, но имеет в своей системе все смазочные и охлаждающие жидкости.
- Длина: Минимум 192 дюйма.
- Ширина: В диапазоне между 77,5 и 78,5 дюймами.
- Высота: Около 38 дюймов.
- Колёсная база: 121,5-122 дюйма
- Размер колеса: Передние: 15 дюймов в диаметре, 10 дюймов в ширину. Задние: 15 дюймов в диаметре, 14 дюймов в ширину.
- Покрышки: Firestone Firehawk. Диаметр передних: 25-26 дюймов (выдерживают давление 35 фунтов на квадратный дюйм). Диаметр задних: 26,5-27,5 дюймов (выдерживают давление 35 фунтов на квадратный дюйм).
- Коробка передач: XTRAC (располагается перед задней осью). Шесть передач (ручная).
- Объём бака: Около 83,5 литров (стандарт).
- Производитель: Dallara Automobili.

#### Двигатель
- Тип: 3,5-литровый (213,6 кубических дюймов) V8, 32-клапанный двигатель с двумя распредвалами в головке цилиндров (DOHC). Атмосферный двигатель (без турбонагнетателя). Максимальный внутренний диаметр равен 93 мм. 4 распредвала. 4 клапана на цилиндр.
- Вес: 280 фунтов (минимальный сухой вес) — без муфты, электронного блока управления и т. д.
- Обороты: 10 300 об/мин (Лига поставляет ограничитель оборотов).
- Мощность: 650 л. с. (485 кВт).
- Топливо: 100 % биоэтанол.[15]
- Система впрыска: Электронная.
- Модель: Honda Racing Indy V-8.
- Производитель: American Honda Motor Co., Inc.

Источник: Оф.сайт серии

### Машина следующего поколения
14 июля 2010 года организаторы серии объявили о продлении контракта с компанией Dallara на поставку шасси. Итальянский производитель выбран в конкурсе в борьбе с другими тремя компаниями. Dallara обязалась обеспечить команды следующей модификацией своего шасси начиная с 2012 года. Dallara будет обеспечивать только ходовую часть машины. Сами команды будут вольны выбирать аэродинамический пакет (боковые обтекатели, кожух двигателя, передние/задние антикрылья). Допустимо его создание любимым производителем (в том числе и самой командой). Впрочем серия наложила некоторые ограничения на него: собранная машина должна пройти специальный тест на безопасность использования, сам комплект должен быть доступным для любой команды серии и иметь максимальную стоимость не более $70 000 долларов. Кроме того название шасси будет выбираться с учётом создателя аэродинамического комплекта, а не с учётом создателя ходовой части (так если команда Penske возьмётся создавать аэродинамику для своей машины, то шасси будет именоваться «Penske IndyCar», а не «Penske Dallara»). Командам разрешено использовать не более двух комплектов аэродинамики по ходу сезона.
Сделка с Dallara также включает в себя обязательство итальянцев создать производственные мощности в городе Спидвей (Индиана), где и должны производиться искомые шасси (часть сделки включает в себя налоговые льготы от государства и местного самоуправления). Dallara также обязалась снизить стоимость шасси до $345 000 долларов за каждой (цена упадёт на 45 % по сравнению с нынешней). Руководство региона также смогло выторговать бонус для команд, базирующихся в Индиане — первые 28 шасси для них (суммарно) будут стоить всего $195 000 долларов. Новое шасси будет весить 1380 фунтов, что на 185 фунтов меньше, чем нынешнее. Дизайн новых шасси будет выполнен таким образом, что возможность контакта рабочей поверхностью шин между двумя машинами будет сведена к минимуму.
Приблизительная версия машины следующего поколения была показана в специальном пресс-релизе на сайте серии:
- Проект дизайна шасси 2012 года
- Новые образцы автомобиля
- Антиблокировочный дизайн

Серия также анонсирует новый формат двигателя — желающие должны будут создать турбированный двигатель с рабочим объёмом до 2,4 л, с 6 цилиндрами, потенциально способный развивать мощность в 550—750 л. с. Также предполагается использование различных гибридных систем, KERS (похожую на аналогичную в Формуле-1), а также некоторые усовершенствования для систем двигателя. Система «push-to-pass» позволит в 2012 году получать краткосрочную прибавку в мощности двигателя до 100 л. с. (нынешняя система даёт прибавку только в 20).
Шинники из Firestone продолжат поставлять покрышки для команд.

## Спортивный регламент
- Квалификация. В IRL используется две принципиально разные квалификационные системы — для дорожных и овальных трасс. На дорожных трассах все гонщики участвуют в квалификационной сессии, состоящей из трёх этапов — сначала пилоты, разделённые на 2 группы выявляют 12 быстрейших участников (по 6 машин от каждой группы), затем эти 12 пилотов выявляют 6 лучших, и только эти шестеро разыгрывают в отдельной сессии поул-позицию. На овалах же поул выявляется в одной сессии сразу среди всех участников. Число зачётных кругов, входящих в одну попытку, варьируется (ныне используется двух круговая и четырёх круговая система). В Индианаполисе стартовую решётку выстраивают по итогам нескольких сессий.
- Гонка. На старте гонщики выстраиваются 2 рядами (за исключением Indy 500). Старт в гонке всегда дается с ходу. Клетчатый флаг дается после прохождения всей дистанции или по истечении 2 часов с момента старта (в зависимости от регламента этапа).
- Очковая система. В IRL получают очки все вышедшие на старт гонщики. 50 очков получает победитель, 40 очков дается за второе место, 32 — за третье. Далее, с 4-го по 17-е место очки распределяются так — 28-26-24-23-22-21-20-19-18-17-16-15-14-13, с 18-го по 26-е место все получают по 12 очков, ниже 26г-о — по 10 очков. С 2009 г. за наибольшее число кругов лидирования дают 2 очка, а 1 очко дают за победу в квалификации. В 2010 году повышена ценность квалификации в Индианаполисе. Теперь за её результаты дополнительно начисляют ополовиненные очки гонки — 25 — за поул, 20 — за 2-е место и т. д. Каждый пилот, прошедший квалификацию, получит, по крайней мере, 3 очка.[19]

## Лауреаты сезонов
После слияния CART/Champ Car и Indy Racing League в 2008 году, IRL приобрела права на всю интеллектуальную собственность и исторические достижения.
| Сезон     | Чемпион                 | Чемпион                                    | Чемпион      | Чемпион       | Новичок года      | Самый популярный пилот |
| Сезон     | Пилот                   | Команда                                    | Шасси        | Двигатель     | Новичок года      | Самый популярный пилот |
| --------- | ----------------------- | ------------------------------------------ | ------------ | ------------- | ----------------- | ---------------------- |
| 1996      | Скотт Шарп Базз Калкинс | A. J. Foyt Enterprises Bradley Motorsports | Lola Reynard | Ford-Cosworth | не присуждался    | не присуждался         |
| 1996—1997 | Тони Стюарт             | Team Menard                                | G-Force      | Oldsmobile    | Джим Гатри        | Ари Лёйендейк          |
| 1998      | Кенни Брак              | A. J. Foyt Enterprises                     | Dallara      | Oldsmobile    | Робби Анзер       | Ари Лёйендейк          |
| 1999      | Грег Рей                | Team Menard                                | Dallara      | Oldsmobile    | Скотт Харрингтон  | Скотт Гудьир           |
| 2000      | Бадди Лазье             | Hemelgarn Racing                           | Dallara      | Oldsmobile    | Айртон Даре       | Эл Анзер-младший       |
| 2001      | Сэм Хорниш-младший      | Panther Racing                             | Dallara      | Oldsmobile    | Фелипе Жиаффоне   | Сара Фишер             |
| 2002      | Сэм Хорниш-младший      | Panther Racing                             | Dallara      | Chevrolet     | Лоран Редон       | Сара Фишер             |
| 2003      | Скотт Диксон            | Chip Ganassi Racing                        | G-Force      | Toyota        | Дэн Уэлдон        | Сара Фишер             |
| 2004      | Тони Канаан             | Andretti Green Racing                      | Dallara      | Honda         | Косукэ Мацуура    | Сэм Хорниш-младший     |
| 2005      | Дэн Уэлдон              | Andretti Green Racing                      | Dallara      | Honda         | Даника Патрик     | Даника Патрик          |
| 2006      | Сэм Хорниш-младший      | Penske Racing                              | Dallara      | Honda         | Марко Андретти    | Даника Патрик          |
| 2007      | Дарио Франкитти         | Andretti Green Racing                      | Dallara      | Honda         | Райан Хантер-Рей  | Даника Патрик          |
| 2008      | Скотт Диксон            | Chip Ganassi Racing                        | Dallara      | Honda         | Хидэки Муто       | Даника Патрик          |
| 2009      | Дарио Франкитти         | Chip Ganassi Racing                        | Dallara      | Honda         | Рафаэль Матос     | Даника Патрик          |
| 2010      | Дарио Франкитти         | Chip Ganassi Racing                        | Dallara      | Honda         | Алекс Ллойд       | Даника Патрик          |
| 2011      | Дарио Франкитти         | Chip Ganassi Racing                        | Dallara      | Honda         | Джеймс Хинчклифф  | Дэн Уэлдон             |
| 2012      | Райан Хантер-Рей        | Andretti Autosport                         | Dallara      | Chevrolet     | Симон Пажно       | Джеймс Хинчклифф       |
| 2013      | Скотт Диксон            | Chip Ganassi Racing                        | Dallara      | Honda         | Тристан Вотье     | Тони Канаан            |
| 2014      | Уилл Пауэр              | Team Penske                                | Dallara      | Chevrolet     | Карлос Муньос     | Хуан-Пабло Монтойя     |
| 2015      | Скотт Диксон            | Chip Ganassi Racing                        | Dallara      | Chevrolet     | Габби Чавес       | Джастин Уилсон         |
| 2016      | Симон Пажно             | Team Penske                                | Dallara      | Chevrolet     | Александр Росси   | Брайан Клосон          |
| 2017      | Джозеф Ньюгарден        | Team Penske                                | Dallara      | Chevrolet     | Эд Джонс          | Скотт Диксон           |
| 2018      | Скотт Диксон            | Chip Ganassi Racing                        | Dallara      | Honda         | Роберт Уикенс     | Джеймс Хинчклифф       |
| 2019      | Джозеф Ньюгарден        | Team Penske                                | Dallara      | Chevrolet     | Феликс Розенквист | не присуждался         |
| 2020      | Скотт Диксон            | Chip Ganassi Racing                        | Dallara      | Honda         | Ринус Викей       | Александр Росси        |
| 2021      | Алекс Палоу             | Chip Ganassi Racing                        | Dallara      | Honda         | Скотт Маклохлин   | Ромен Грожан           |
| 2022      | Уилл Пауэр              | Team Penske                                | Dallara      | Chevrolet     | Кристиан Лундгор  |                        |

### Комментарии
1. ↑  Плюс пилоты которые заявляются на гонку 500 миль Индианаполиса или другое единичное Гран-при
2. ↑  Плюс команды заявляющие пилотов на гонку 500 миль Индианаполиса или другое единичное Гран-при
3. ↑  Один Гран-при Iowa Corn Indy 250 имеет в календаре две гонки, а всего в сезоне 17 заездов.